# Station Bentham
Bentham is een spoorwegstation van National Rail in de plaats Bentham, Craven in Engeland. Het station is eigendom van Network Rail en wordt beheerd door Northern Rail. Station Bentham ligt aan de Leeds to Morecambe Line.

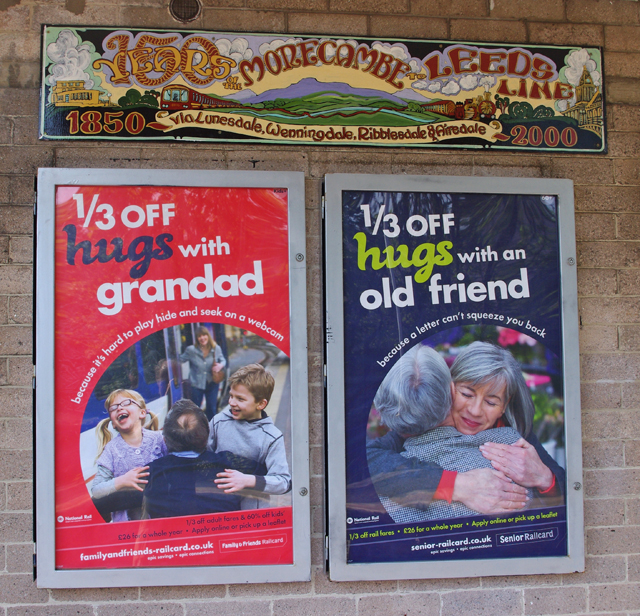
Reclame voor kortingskaart, kennelijk beoogd voor grootvaders